# Ирина Асенина (византийска императрица)
Ирина Асенина (на гръцки: Είρήνη Ασανίνα, Είρήνη Καντακουζηνή или Εύγενία) е византийска императрица, съпруга на император Йоан VI Кантакузин.

## Произход
Ирина е дъщеря на Андроник Асен и на съпругата му Тарханиотиса. По бащина линия е внучка на българския цар Иван Асен III и Ирина Палеологина, дъщерята на император Михаил VIII Палеолог и Теодора Дукина Ватацина. По майчина линия е внучка на протостратора Михаил Дука Тарханиот и на Мария Дукина Комнина Палеологина Вранина. Така Ирина Асенина е член на най-могъщите византийски фамилии по това време – тези на Дукините, на Палеолозите и на Комнините, както и на престижния български царски род на Асеневци.

## Брак
Ирина Асенина се омъжва за Йоан Кантакузин, на когото ражда шест деца:
- Матей Кантакузин, съимператор и деспот на Морея (1325 – 1383)
- Мануил Кантакузин (1326 – 1380), деспот на Морея
- Мария Кантакузина (? – след 1382), омъжена за Никифор II Орсини
- Теодора Кантакузина (ок.1332 – след 1381), омъжена за султан Орхан I
- Елена Кантакузина (1333 – 10 декември 1396), омъжена за император Йоан V Палеолог
- Андроник Кантакузин (1334 – 1347), починал от чума.

## Императрица
При управлението на император Андроник III съпругът на Ирина Асенина заема длъжността велик доместик, а след смъртта на императора Йоан става член на регентския съвет на малолетния наследник на Андроник, Йоан V Палеолог. Скоро между Йоан Кантакузин и майката на императора, Анна Савойска, избухва конфликт, който прераства в гражданска война. Анна, която също била член на регентския съвет, се възползва от временното отсъствие на Йоан Кантакузин от Константинопол по време на един негов поход срещу сръбския крал Стефан Душан и обява Йоан Кантакузин за изменник. Голяма част от войската обаче се намира под контрола на Йоан, който на 26 октомври 1341 г. се провъзгласява за император в Димотика. Ирина Асенина се присъединява към съпруга си и е коронована за императрица. Гражданската война между Йоан Кантакузин и централната власт в Константинопол продължава до 1347 г.
По време на войната Ирина Асенина поддържа собствен двор в Димотика. През 1342 г. Йоан Кантакузин е принуден да отиде в Сърбия, където търси помощ от сръбския крал Стефан Душан. Останала сама в Димотика и притисната от цариградската партия в града, Ирина търси подкрепата на българския цар, обещавайки на Иван-Александър, че ще му предаде града, ако съпругът ѝ не се върне. Поблазнен от предложението на Ирина, Иван-Александър изпраща писмо до зет си Душан и сестра си Елена, в което настоял да затворят или погубят госта си, но Душан и съпругата му отхвърлили с негодувание предложението на царя. На 3 февруари 1347 г. двете воюващи страни постигат споразумение, според което Йоан Кантакузин е обявен за настойник и съимператор на Йоан V Палеолог. Споразумението е скрепено с брак между дъщерята на Йоан Кантакузин, Елена, и Йоан V. Йоан VI Кантакузин вляза в Константинопол и успешно установява контрол над града.
Ирина Асенина се ползва с достойнството на съимператрица до 1352 г., когато Йоан V, подкрепян като законен император, вдига бунт срещу тъста си. Йоан VI Кантакузин абдикира и се замонашва. Ирина Асенина последва примера на съпруга си и постъпва в манастира „Св. Марта“ под монашеското име Евгения. За по-нататъшната съдба на Ирина Асенина изворите не съдържат сведения.